# Hôpital Georges-Clemenceau
L'hôpital Georges-Clemenceau est un hôpital de l'Assistance publique - hôpitaux de Paris (AP-HP) situé à Champcueil (Essonne).
Il porte le nom de Georges Clemenceau, médecin et président du Conseil.